# جیکوب رومرو
جیکوب رومرو گیبسون (انگلیسی: Jacob Romero Gibson؛ زادهٔ ۱۱ ژوئیه ۱۹۹۶) بازیگر اهل جامائیکا است که در مجموعه نتفلیکس لایو اکشن وان پیس (۲۰۲۳) اثر اقتباسی از مانگایی با همین نام در نقش اوسوپ ایفای نقش کرده‌است.

## سالهای اولیه
از سال ۲۰۱۹ تا ۲۰۲۰، او در ۱۵ قسمت از مجموعه تلویزیونی گرین لیف ایفای نقش کرده‌است.
در نوامبر ۲۰۲۱، گزارش شد که او در مجموعه نتفلیکس لایو اکشن وان پیس که بر پایه مانگایی با همین نام است، ایفای نقش خواهد کرد.